# Tonga (Mon-khmerski jezik)
Tonga jezik (ISO 639-3: tnz), jezik naroda Tonga ili Mos Negrita iz južnog Tajlanda i susjednog dijela malezije na Malajskom poluotoku. Etnička populacija iznosi oko 300 (2000 D. Bradley), ali je jezik možda nestao
Pripada sjevernim asli jezicima, unutar kojih čine posebnu podskupinu. Moguća srodnost s jeziko kensiu [kns].

## Vanjske poveznice
- Ethnologue (14th)
- Ethnologue (15th)